# Inštitut za patološko fiziologijo Medicinske fakultete v Ljubljani
Inštitut za patološko fiziologijo je znanstveno-raziskovalni inštitut, ki deluje v okviru Medicinske fakultete Univerze v Ljubljani.
Trenutni vodja inštituta je Samo Ribarič.